# أبيغوندو
بلدية أبيغوندو (بالإسبانية: Abegondo)‏، هي إحدى بلديات مقاطعة لا كرونيا إحدى مقاطعات إسبانيا، والتي تقع في منطقة جليقية شمال غرب إسبانيا.
يبلغ عدد سكانها 5.772 نسمة وفقاً لإحصائية سنة (2002).